# David Lansky
David Lansky est une série télévisée policière française en quatre épisodes de 90 minutes diffusée du 30 avril au 12 novembre 1989 sur Antenne 2. Johnny Hallyday incarne ce  policier marginal aux méthodes peu orthodoxes.

## Synopsis
Le commissaire de police David Lansky est dynamique, ressemble à un Biker (perfecto, Ray-Ban et santiags) et pilote sans casque une Kawasaki 1500 Sumo. Son arme de service est un Dan Wesson M15 .357 Magnum à canon long (8 pouces=20 cm) C'est à lui que l'on confie les missions les plus délicates : des triades asiatiques à la mafia américaine. Son équipe se compose d'un Asiatique, d'un Noir et d'un Beur, ce dernier étant stagiaire. Son meilleur ami est un ancien collègue, Angelo Sébastiani, devenu tenancier de bar (l'Angelo's Bar) après avoir été soupçonné de corruption et contraint à quitter la police. Lansky vit seul et sans meubles (à l'exception d'un billard), mais il bénéficie de l'attention affectueuse de la concierge de son immeuble.

## Fiche technique
- Réalisation : Hervé Palud
- Scénario : Frédéric H. Fajardie
- Production : Christian Fechner
- Musique : Bruno Fontaine, chanson interprétée par Erick Bamy[1]

Une novélisation signée Thierry Jonquet est publiée chez Presses Pocket, sous le surnom de Martin Eden.

## Distribution
- Johnny Hallyday : commissaire David Lansky
- André Wilms : commissaire divisionnaire Brunoy
- Jean-Paul Pitolin : inspecteur Fantasio
- Jean-Marc Truong : inspecteur Tchang
- Mouss Zouheyri : inspecteur stagiaire Mouss
- Maurice Barrier : Angelo Sébastiani
- Éléonore Hirt : Denise
- Francis Parot : Journaliste

avec
- Hubert Deschamps (épisodes Hong-Kong sur Seine et Le gang des limousines)
- Patrick Braoudé (épisode Le gang des limousines)
- Antoine Duléry (épisode Le gang des limousines)
- Véronique Genest (épisode Le gang des limousines)
- Philippe Khorsand (épisode Le gang des limousines)
- Leah Surprenant (épisode Le gang des limousines)
- Rosko (épisode Le gang des limousines)
- Nicky Hallyday (épisode Le gang des limousines)
- Géraldine Pailhas (épisode Prises d'otages)
- Luc Thuillier (épisode Prises d'otages)
- Didier Pain (épisode Prises d'otages)
- Mouss Diouf : (épisode Prises d'otages)
- Samuel Fuller  (épisode L'enfant américain)
- Daniel Rialet (épisode L'enfant américain)

## Épisodes
1. Hong-Kong sur Seine : Le corps sans vie d'un asiatique est découvert dans une poubelle quelque part dans le 13e arrondissement de Paris. Le commissaire David Lansky est chargé de l'enquête.
2. Le gang des limousines : Un ami de David Lansky, Angelo Sébastiani, est agressé alors qu'il est au volant de sa BMW. On lui vole sa voiture. Blessé, il fait appel à Lansky. Le policier découvre rapidement l'existence d'un vaste réseau trafic de voitures volées.
3. Prise d'otage : Un soir, dans un bar de Pigalle, le commissaire David Lansky prend tranquillement un verre. C'est alors que deux proxénètes font irruption dans le bar et se mettent à frapper une jeune prostituée appelée Magali. Le commissaire Lansky prend alors la défense de la jeune femme. Cependant des terroristes servent de boucliers humains les coéquipiers de David Lansky et de réclamer la rançon.
4. L'enfant américain : A New-York, John Fraser, un bookmaker noir qui travaille pour la mafia, est arrêté par la police. Pour échapper à de nombreuses années de prison, Fraser accepte de déposer en justice contre ses anciens employeurs.

## Audiences
Après un premier épisode ayant obtenu de très bonnes audiences, les suivants ne séduisent guère les téléspectateurs. Ces résultats décevants conduisent Antenne 2 à ne pas poursuivre l'expérience de la série. La série s'arrête alors à 4 épisodes au lieu de 6, laissant à l'état de script l'épisode Mort d'un Flic et Terreur sur la ville. Cependant, Mort d'un Flic obtient une novélisation en plus des quatre épisodes existants.